# المرأة في هونغ كونغ

تقليديا، كانت النساء في هونغ كونغ يتواجدن في إطار الأسرة والمجتمع الصيني، حيث عوملن بنفس معاملة النساء من النساء التايوانيات. ومع ذلك، هناك اختلافات ثقافية بين مواطني الصين ومواطني هونغ كونغ. خلال فترة الاستعمار البريطاني، خلق ظهور الثقافة الغربية (أي «التغريب») مزيجًا من الثقافة الصينية التقليدية والقيم الغربية. هذا خلق ثقافة فريدة في هونغ كونغ. جنبا إلى جنب مع التطور الاقتصادي والاجتماعي السريع لهونغ كونغ منذ نهاية الحرب العالمية الثانية، كان هناك تحسن كبير في الوضع الاجتماعي للمرأة، في حين أن الهيكل الاجتماعي الذي يهيمن عليه الذكور لا يزال قائما في بعض جوانب حياة المرأة.

خلال العقود الثلاثة الماضية، أصبحت النساء في هونغ كونغ أكثر استقلالًا ماليًا وحازمة وتركيزًا على الحياة المهنية. شيء الذي قد يجعلها أكثر بروزًا عند مقارنتها بالنساء في دول جنوب شرق آسيا الأخرى المشابهة. مع ازدياد عدد النساء في المناصب المهنية والإدارية في العقود الأخيرة، خاصة بعد قوانين مناهضة التمييز مند منتصف التسعينيات، تُستخدم المصطلحات «الأنثى قوية الشخصية» أو «المرأة الخارقة» لوصف النساء في هونغ كونغ. 

## عدم المساوة بين الجنسين
تشير البيانات الإحصائية من التعداد الوطني لهونغ كونغ في عام 2006 إلى أن عدد النساء في هونغ كونغ يتزايد، في حين أن عدد الرجال في هونغ كونغ آخذ في الانخفاض.  ارتفع عدد النساء غير المتزوجات اللاتي يعشن بمفردهن في هونغ كونغ إلى 43.8 في المائة مقارنة بعام 2001.  كانت الأرقام على النحو التالي: 103,938 في عام 1996، و 127,001 في عام 2001، و 182,648 في عام 2006. ونسبة الجنسين بين الرجال والنساء اعتبارًا من عام 2006، بلغ عدد الإناث 1000 لكل 912 من الذكور، و 1000 من الإناث لكل 852 من الذكور في عام 2016،  ومن المتوقع أن يزداد تدهورًا بحلول عام 2036 (1000 أنثى لكل 763 من الذكور).  كان الخلل في النسبة بين نساء هونغ كونغ ورجال هونغ كونغ واضحًا بالفعل في عام 2003 عندما كان هناك 1000 أنثى لكل 998 من الذكور. الزيادة في عدد النساء العازبات في هونغ كونغ كبيره لأنه ثبت ان نمط دخول النساء العازبات يشبه الرجال في الطبيعة 

## التعليم
أدى تنفيذ التعليم الإلزامي في عام 1971، بعد تمديده إلى تسع سنوات في عام 1978، إلى زيادة عدد النخب النسائية.  إلى جانب ذلك، فإن تحول البيئة الاجتماعية في هونغ كونغ يساهم أيضًا في ظهور تعليم المرأة. في الماضي، إذا لم يكن لدى الأسرة ما يكفي من المال لإرسال كل من ابنهما وابنتهما إلى المدرسة، فسيختارون تعليم الابن على الابنة. ومع ذلك، وبسبب النمو الاقتصادي منذ الستينيات، أصبحت هونغ كونغ مجتمعًا ثريًا مع تغير كبير في عدد السكان في نفس الوقت. انخفض معدل المواليد في هونغ كونغ بشكل مطرد من 16.8 ٪ في عام 1981 إلى 8.6 ٪ في عام 2014. ويكشف أن بنية الأسرة النووية التي ترعى فقط طفل واحد إلى طفلين في الأسرة أمر شائع، والتي يمكن أن تتلقى الفتيات بشكل أفضل التعليم بسبب الموارد الأكثر تركيزا داخل الأسرة. 
وفقًا لتقرير «الموجز السنوي لإحصاءات هونغ كونغ» الصادر عن دائرة الإحصاء في هونغ كونغ، يمكن ملاحظة اتجاه الشمولية للفتيان والفتيات منذ السبعينيات؛ وكان معدل التحاق الفتيات، بشكل عام، أعلى من الأولاد منذ الثمانينات.  ضاقت الفجوة بين التحاق الذكور والإناث في التعليم بعد الثانوي، وتفوق عدد الطالبات على عدد الطلاب الذكور في الالتحاق ببرنامج لجنة المنح الجامعية (UGC) في العقود الأخيرة. كانت النسبة المئوية للإناث والطلاب المسجلين في البرامج الممولة من قبل UGC 53.7 ٪ و 46.3 ٪ في عام 2014، وهو يختلف تماما عن 32.9 ٪ و67.1 ٪ على التوالي في عام 1987. 
ومع ذلك، عندما يتعلق الأمر بالبحث الخاص ببرامج الدراسات العليا، تم تسجيل المزيد من الطلاب الذكور لأن البرامج مرتبطة إلى حد كبير بالعلوم والتكنولوجيا والهندسة والرياضيات (STEM).  لدى الناس في هونغ كونغ تحيز جنساني في مجالات العلوم والتكنولوجيا والهندسة والرياضيات، حيث ينظرون إلى النساء على أنهن أقل قدرة على إتقان معرفة هذه العلوم ومتابعة مهن ذات صلة. تم إحباط نصف الفتيات المراهقات في هونغ كونغ من التركيز على الرياضيات والعلوم خلال المرحلة الثانوية، مما أدى إلى تراجع مفهوم الذات في STEM.  وبالتالي، فإن نسبة الجنس للطلاب المسجلين في برامج الهندسة والتكنولوجيا الممولة من قبل UGC هي 29.5 ٪ للإناث و 70.5 ٪ للذكور في عام 2016.  لم يتحسن الوضع كثيرًا مقارنة مع 14.1 ٪ للإناث و 85.9٪ للذكور في عام 1996. 

## الزواج والقوى العاملة
سيدخل عدد كبير من النساء إلى القوة العاملة بعد تعليمهن،  ولكن تقليديا كان هناك معدل كبير للتسرب بعد الزواج أو الإنجاب، بسبب الشعور بالالتزام الذي تشعر به النساء تجاه أسرهن وعائلاتهن، ونتيجة لذلك ترك العديد من النساء وظائفهن. أيضا، حتى 1970، تم تطبيق قانون الزواج على نطاق واسع على الموظفات في هونغ كونغ. منذ منتصف التسعينيات وحتى القرن الحادي والعشرين، وقد وقعت هونغ كونغ عدة قوانين تحظر التمييز في العمل، بما في ذلك التمييز على أساس الجنس والحالة الزواجية.
في هونغ كونغ، الاتجاه هو أن كلا من الذكور والإناث يتزوجون في وقت لاحق من الحياة.  ويرجع ذلك أساسًا إلى الرغبة في أن تكون أكثر استقلالية، ليس فقط في عالم الأعمال، ولكن في جميع مجالات الحياة.  تقليديا، تم الاستهانة بالمرأة واعتبارها أعضو غير كافي في المجتمع. ونتيجة لذلك، فإنهم يواجهون صعوبة أكبر في الحصول على وظائف من قبل الشركات الكبرى وأقل قدرة على المساهمة النقدية لعائلاتهم. من خلال تأخير الزواج.  يوجد في هونغ كونغ واحد من أقل معدلات الخصوبة الكلية في العالم، 1.18 طفل / لكل امرأة، وهو أقل بكثير من معدل الإحلال البالغ 2.1. تتمتع هونغ كونغ، مثلها مثل الدول المتقدمة الأخرى في آسيا، مثل اليابان وكوريا الجنوبية، بتقليد قوية في كون النساء ربات بيوت بعد الزواج، ولكن منذ التسعينيات تم تحدي هذا. اعتبارا من عام 2011، كان معدل المشاركة في القوى العاملة للنساء غير المتزوجات 67.2 ٪، في حين أن النساء المتزوجات من أي وقت مضى، كان 46.8 ٪ فقط.
أصبح الزواج في هونغ كونغ يعتمد على السعادة الشخصية والرضا الرومانسي، على عكس الزواج التقليدي القائم على الواجب وتوقع البقاء مع زوجتة، بصرف النظر عن الموقف. تتمتع النساء الآن بصوت أكبر في من يرغب في الزواج، وإذا لم ينجح الزواج وفقًا للخطة، فيمكنهن التفكير في الطلاق علانية.  أصبحت قيم الزواج التقليدية أقل أهمية. بشكل عام، أصبح الطلاق أكثر شيوعًا ومقبولًا اجتماعيًا.  ونتيجة لذلك، أصبح عدد الأفراد في هونغ كونغ أكثر من أي وقت مضى فرديًا. ومع ذلك، من المهم أن نلاحظ أن الزواج في الصين يعتمد على العلاقات والعلاقات الأسرية القوية، على الرغم من عدم وجود الرومانسية.  لذلك، إذا كان أحدهم يقترح الطلاق، فقد يخاطر بفقدان أي اتصال بالعائلة.  اعتبارا من عام 2011، كان 49.0 ٪ من النساء متزوجات، و 8.7 ٪ من النساء أرامل، و 4.4 ٪ من النساء مطلقات، و 0.6 ٪ من النساء منفصلات، و 37.3 ٪ من النساء لم يسبق لهن الزواج. 

## المشاركة السياسية والقيادية
إنها ظاهرة عالمية تتخلف عنها النساء دائمًا في المشاركة السياسية، وتظهر الإحصاءات التي حصل عليها الاتحاد البرلماني الدولي في عام 2016 أن 22.8٪ فقط من جميع البرلمانيين الوطنيين كانوا من النساء. تم تصميم مقياس التمكين الجنساني (GEM) من قبل الأمم المتحدة (UN) لقياس المساواة بين الجنسين من خلال النظر في فرص المرأة في المشاركة السياسية وقوتها الاقتصادية. نظرًا لعدم وجود بيانات برلمانية في هونغ كونغ، قامت لجنة المرأة بحساب GEM في عام 2005 باستخدام عدد أعضاء المجلس التشريعي الإناث ليحلوا محل عدد النساء البرلمانيات. كان GEM في هونغ كونغ 0.717 الذي احتل المرتبة 19 من بين 109 دولة، مما يعكس أن هناك فرصًا أكبر للنساء في المجالات السياسية والاقتصادية مقارنة بالدول الآسيوية الأخرى مثل اليابان (54) وكوريا الجنوبية (64).
على الرغم من أن الفجوة بين الجنسين لا تزال واسعة في القطاع السياسي، يمكن ملاحظة التحسن التدريجي. المجلس التنفيذي هو أعلى سلطة في صنع السياسات في هونغ كونغ، حيث زاد عدد الأعضاء الإناث بشكل طفيف من 16 ٪ في عام 2007 إلى 26 ٪ في عام 2015. في عام 2004، حدد مكتب شؤون المنازل هدفًا لرفع نسب الإناث في الخدمات الاستشارية والهيئات القانونية إلى 25 في المائة على الأقل، مما أدى بنجاح إلى زيادة النسبة المئوية للأعضاء الإناث من 22.6 في المائة في عام 2003 إلى 32.3 في المائة في عام 2014.  أما بالنسبة للنساء اللاتي يتم انتخابهن في المجلس التشريعي، فقد سجلت 22 في المائة و18 في المائة في عامي 2004 و2012 على التوالي، مما يدل على انخفاض طفيف.  وبالمثل، فإن الأميرات يمثلن 20 ٪ فقط من بين 13 مكتبا للسياسة في عام 2012. 
فيما يتعلق بالقيادة النسائية خارج القطاع الحكومي، فإن نسب الجنس غير المتوازنة للمكانة الرائدة في عالم المشاريع أكثر خطورة من الحكومة، حيث يمكن أن تتولى امرأة واحدة فقط منصب المدير التنفيذي بين 42 شركة مدرجة.  في المجال القضائي، جميع القضاة في محكمة الاستئناف النهائية جميعهم من الذكور، بينما لا يمكن أن تشكل القضاة الإناث سوى 15.2 في المائة في المحكمة العليا. 

## العنف ضذ المرأة
العنف ضد المرأة هو العنف القائم على النوع الاجتماعي الذي يحدث في كل من الحياة العامة والخاصة، ويستهدف النساء بسبب جنسهن أو أدوارهن الاجتماعية وربما يؤدي إلى ضرر جسدي وجنسي ونفسي. كشفت الدراسة الاستقصائية الدولية للعنف ضد المرأة (IVAWS) أن معدلات العنف في هونغ كونغ هي 19.9 ٪ وهي في المرتبة المنخفضة بالمقارنة مع بلدان أخرى مثل أستراليا (57 ٪) والدنمارك (50 ٪). 
عنف الشريك الحميم (IPV) هو الشكل الأكثر شيوعًا للعنف ضد المرأة، والذي يتضمن سلوكيات ضارة مثل الحصار المفروض على الموارد وحظر الموارد، الذي يمارسه الزوج الحالي أو الزوج السابق في الزواج أو المعاشرة أو الشريك في علاقة مواعدة. على الرغم من أن العديد من الأبحاث قد بحثت في التماثل بين الجنسين لـ IPV بالقول إن الرجال والنساء على حد سواء لديهم فرصة للمعاناة من العنف،  لا تزال هناك اختلافات واضحة بين الجنسين في هونغ كونغ بأن هناك حالات عنف تم الإبلاغ عنها من قبل الرجال أكثر من النساء. ووفقًا للإحصاءات الصادرة عن إدارة الرعاية الاجتماعية، كان هناك 3917 حالة تم الإبلاغ عن تعرضهم للإيذاء الجسدي من قبل الزوج أو الزوجة، وكان 83٪ من الضحايا من النساء بينما كان 17٪ فقط من الرجال. وجاءت الإساءات إلى حد كبير من الزوج (62.8 ٪)، تليها الجنس الآخر من شريك المعاشرة (13.4 ٪) والزوجة (12.6 ٪).  فيما يتعلق بالعنف الجنسي، كانت هناك 343 حالة تم الإبلاغ عنها حديثًا في عام 2010، 98.8 في المائة منها كن من الإناث اللاتي يعانين معظمهن من اعتداء غير لائق (70.8 في المائة). 

## LGBT وحركات حقوق المرأة
منذ عام 1991، بدأت حركة المثليين في هونغ كونغ في إلغاء تجريم المثلية الجنسية. التحالف النسائي لهونج كونج هو منظمة LBGT التي تأسست في عام 2002. كانت هذه المجموعة مسؤولة عن صياغة مشروع قانون التمييز على أساس الجنس الحكومي في عام 1995. مشروع القانون الذي دعا إلى المرأة القانونية والسياسية والاقتصادية حقوق.

## معرض

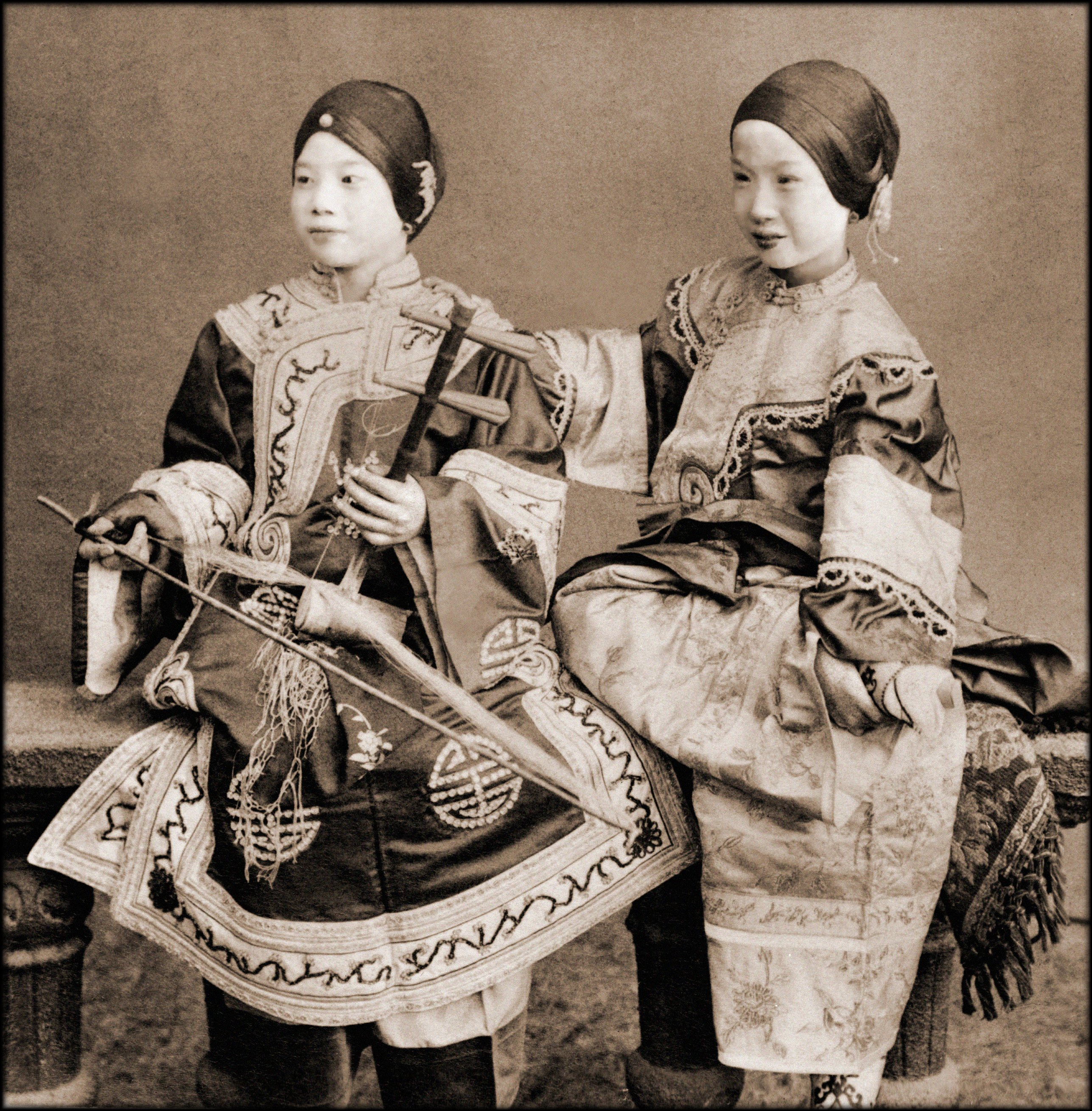
فنانات الغناء، هونج كونج (1901 م)
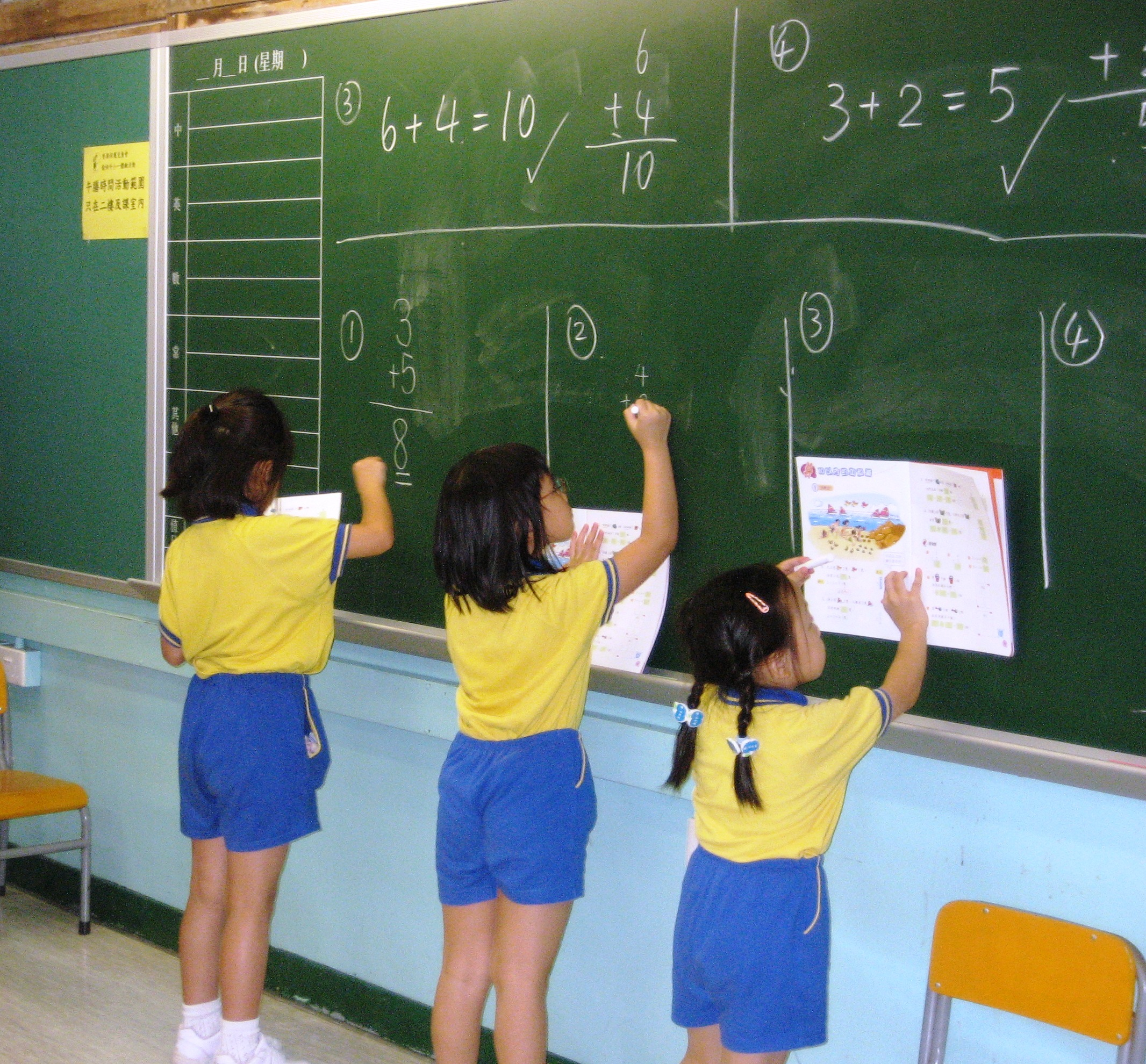
فتيات المدارس يكتبن على السبورة
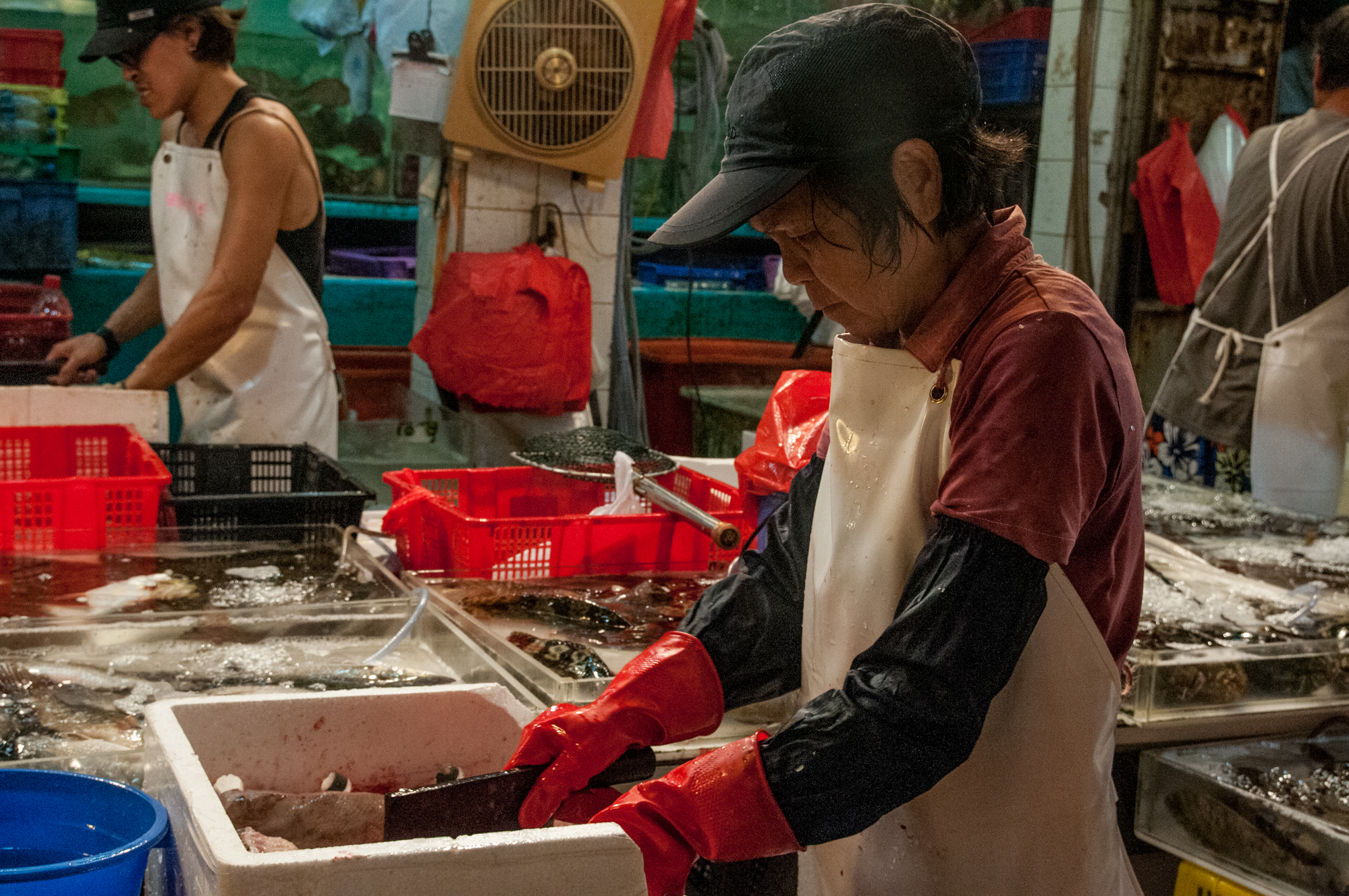
بائع السمك
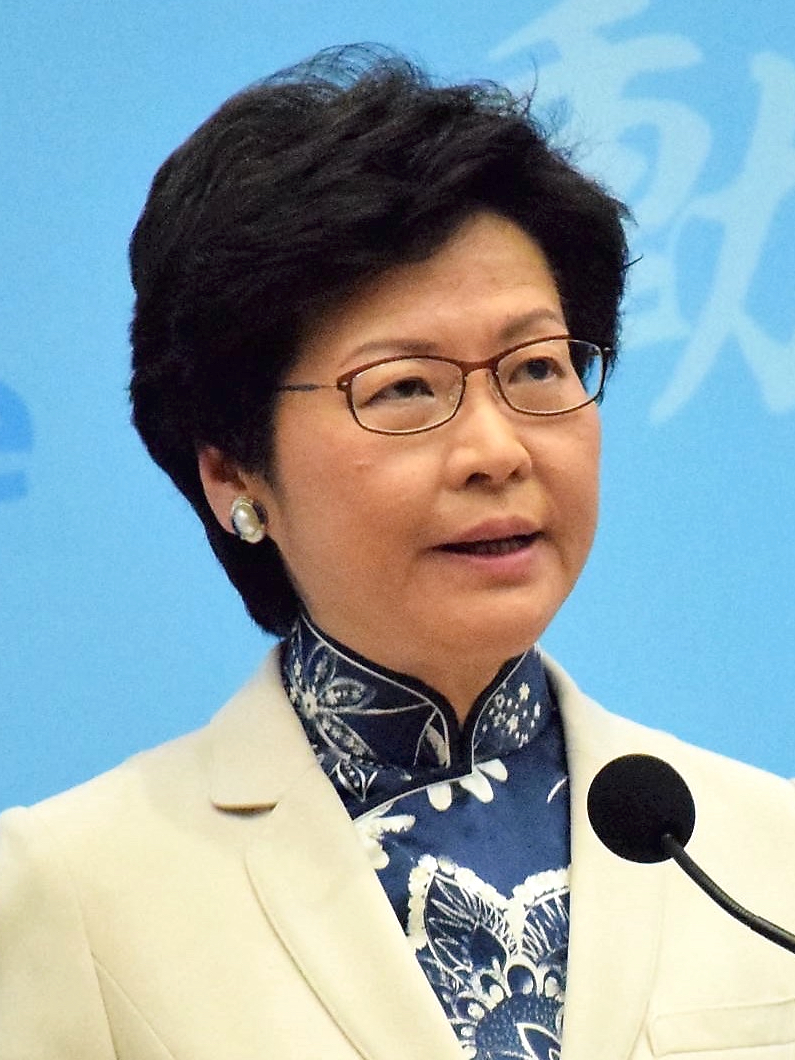
كاري لام، أول رئيسة تنفيذية لهونج كونج
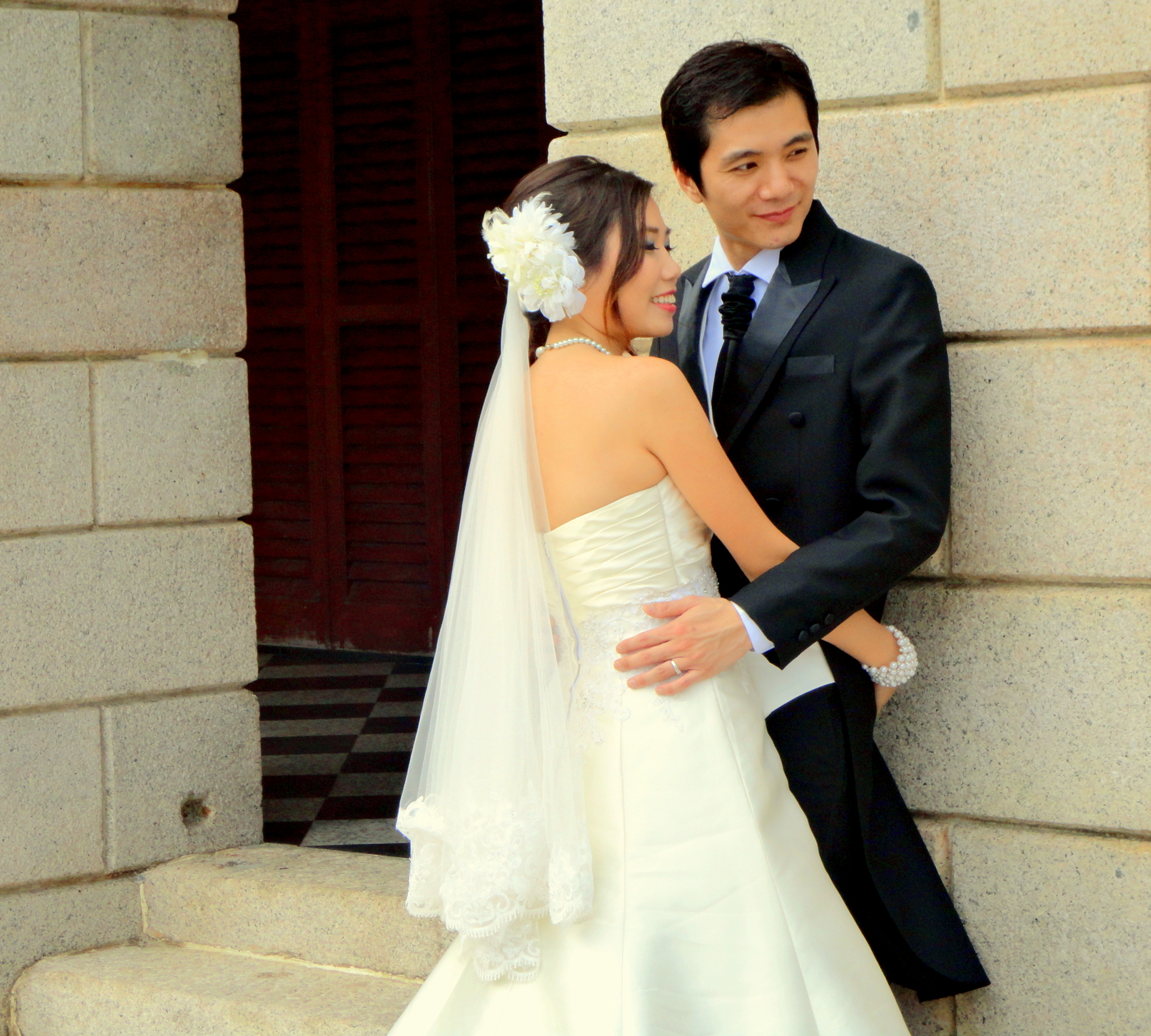
العروس مع العريس
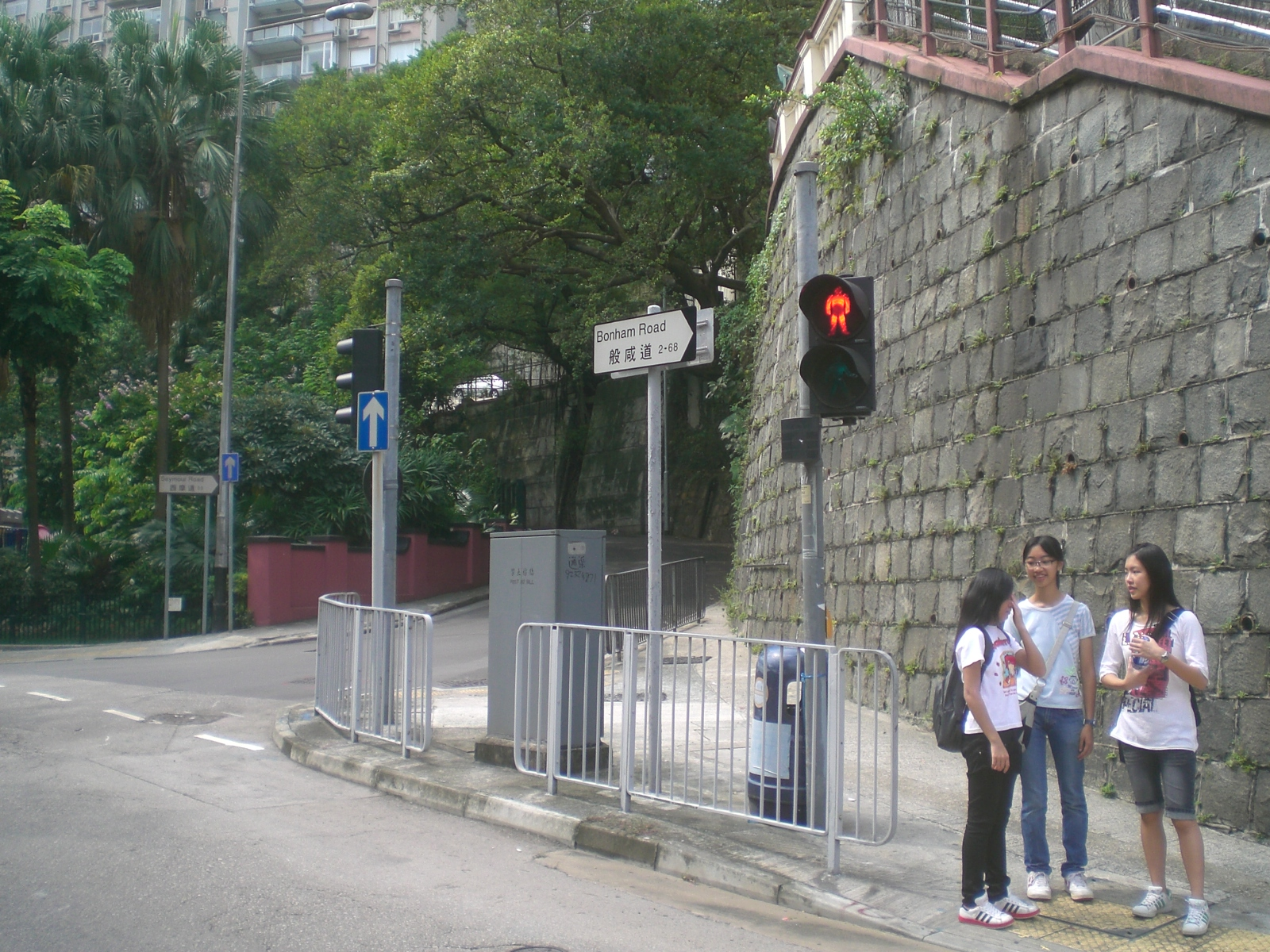
الفتيات في سن المراهقة على الطريق بونهام
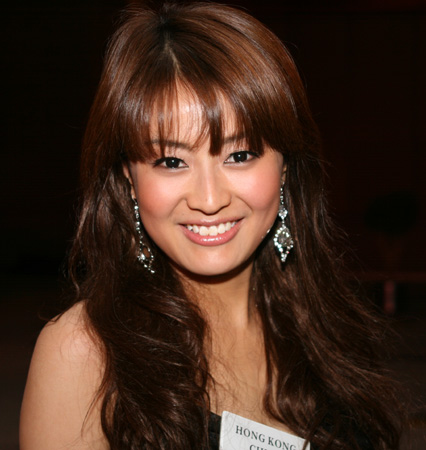
سكاي تشان، الممثلة